# Jindřich IV. Anglický
Jindřich IV. (3. duben 1366 – 20. březen 1413), byl králem Anglie v letech 1399 až 1413. Narodil se na Bolingbrokském hradu v Lincolnshire a tak je také známý jako Jindřich z Bolingbroke. Jeho otcem byl Jan z Gentu, třetí syn krále Eduarda III. z rodu Plantagenetů, v době vlády Richarda II. velmi vlivný šlechtic. Jindřichovou matkou byla Blanka, dědička rozsáhlého panství hrabat z Lancasteru.

## Životopis
Jan z Gentu zemřel roku 1399 a Richard bez vysvětlení zrušil právní dokumenty, které měly Jindřichovi zajistit dědictví po jeho otci. Jindřich se setkal s Thomasem Arundelem, předchozím a budoucím arcibiskupem canterburským, který byl zbaven úřadu pro svou spolupráci s Lordy odvolateli. Jindřich a Thomas Arundel se vrátili do Anglie v době, kdy byl Richard na vojenském tažení v Irsku. S Arundelovou podporou zahájil Jindřich vojenskou akci proti svým nepřátelům a nařídil svým vojákům vyplenit Cheshire.
Brzy získal dostatek moci a podpory, aby se mohl prohlásit králem, uvěznit Richarda, který později ve vězení zemřel, a přeskočit v následnictví Richardova sedmiletého syna Edmunda z Mortimeru. Jindřich byl korunován anglickým králem 13. října 1399 a jako první král po ovládnutí Anglie Normany pronesl svou řeč v angličtině. Jindřich musel vyřešit, co s uvězněným Richardem. Poté, co se nezdařil pokus o jeho vraždu v lednu 1400, možná nařídil, aby byl Richard zabit. Jinou verzí je, že Richard ve vězení zemřel hlady – každopádně zemřel 14. února 1400.
Jindřich musel po většinu času své vlády čelit vzpourám, spiknutím a pokusům o atentát. V prvních deseti letech jeho vlády se vzbouřil Owain Glyndur, který se roku 1400 prohlásil princem z Walesu, a Henry, hrabě z Northumberlandu. Při svých úspěších ve vojenském potlačení těchto vzpour měl podporu ve vojenských schopnostech svého syna Jindřicha, následníka anglického trůnu.
V pozdním období jeho vlády Skotové rozšířili pověst o tom, že původní král Richard je živ a nachází se u skotského dvora a čeká na pokyn svých příznivců, aby se vrátil do Londýna. Dokonce našli i muže vzhledem podobného Richardovi, aby tak podpořili vzpouru proti Jindřichovi, ale tato snaha neměla úspěch.
Poslední léta jeho života byla poznamenána nemocemi. Byl postižen kožními chorobami, s akutními problémy v červnu 1405, dubnu 1406, červnu 1408, během zimy 1408–1409, v prosinci 1412 a nakonec v březnu 1413; tento nápor choroby vedl k jeho smrti.
Jindřich IV. zemřel v domě opata z Westminsteru. Byl pohřben, na rozdíl od mnoha jiných anglických králů, v Canterburské katedrále, v severním křídle poblíž hrobky Tomáše Becketa.

## Rodina
Jindřich se 27. července 1380, 19 let před nástupem na trůn, oženil s Marií de Bohun. S ní měl zřejmě sedm dětí – první syn Eduard zemřel krátce po narození.
- Jindřich V. Plantagenet (1386–1422), anglický král v letech 1413–1422, ⚭ 1420 Kateřina z Valois (1401–1437)
- Tomáš z Lancasteru, vévoda z Clarence (1387–1421) ⚭ 1410 Markéta Hollandová (1385–1439)
- Jan z Lancasteru, vévoda z Bedfordu (1389–1435)
⚭ 1423 Anna Burgundská (1404–1432)
⚭ 1433 Jacquetta Lucemburská (1415–1472)
- Humphrey z Lancasteru, vévoda z Gloucesteru, hrabě z Pembroke (1390–1447)
⚭ 1422 Jakuba, vévodkyně ze Straubingu-Hollandu (1401–1436), rozvod 1428
⚭ 1428 Eleanor Cobhamová (1400–1452)
- Blanka Anglická (1392–1409), ⚭ 1402 Ludvík III. Falcký (1378–1436), budoucí falcký kurfiřt a říšský vikář
- Filipa Anglická (1394–1430), ⚭ 1406 Erik VII. Pomořanský (1382–1459), dánský, švédský a norský král

Marie zemřela roku 1394. 7. února 1403 se Jindřich oženil podruhé. Jeho druhou manželkou byla Jana Navarrská, dcera Karla, krále navarrského. S ní Jindřich neměl žádné potomky. To, že měl roku 1399 čtyři syny, přispělo k jeho úspěchu v nástupu na trůn, protože Richard II. neměl děti žádné.